# Masato Morishige
Masato Morishige (jap. 森重 真人, Morishige Masato; * 21. Mai 1987 in Hiroshima) ist ein japanischer Fußballspieler.

## Karriere

### Verein
Masato Morishige erlernte das Fußballspielen in den Jugendmannschaften von Hiroshima Koyo FC und Sanfrecce Hiroshima sowie in der Schulmannschaft der Hiroshima Minami High School. Seinen ersten Vertrag unterschrieb er 2006 bei Ōita Trinita. Der Verein aus Ōita, einer Hafenstadt in der Präfektur Ōita auf der Insel Kyūshū, spielte in der ersten Liga, der J1 League. Ende 2009 musste er mit dem Verein den Weg in die Zweitklassigkeit antreten. Masato Morishige verließ den Club und schloss sich Anfang 2010 dem Erstligisten FC Tokyo an. Ein Jahr später musste er auch mit dem FC Tokyo in die zweite Liga absteigen. 2011 wurde er mit dem Club Meister der J2 League und stieg direkt wieder in die erste Liga auf. Im gleichen Jahr gewann er mit dem FC den Kaiserpokal. Im Endspiel besiegte man Kyōto Sanga mit 4:2. 2019 wurde er mit dem Club Vizemeister. 2020 gewann er mit dem Verein den J.League Cup. Im Finale besiegte man Kashiwa Reysol mit 2:1.

### Nationalmannschaft
2013 debütierte Morishige für die japanische Fußballnationalmannschaft. Mit der japanischen Nationalmannschaft qualifizierte er sich für die Fußball-WM 2014. Morishige bestritt 42 Länderspiele und erzielte dabei 2 Tore.

## Erfolge und Auszeichnungen

### Erfolge
FC Tokyo
- Japanischer Zweitligameister: 2011  ▲
- Japanischer Pokalsieger: 2011
- Japanischer Vizemeister: 2019
- Japanischer Ligapokalsieger: 2020

Ōita Trinita
- Japanischer Ligapokalsieger: 2008

### Auszeichnungen
- J. League Best Eleven: 2013